# 田柴科制
田柴科制 (：／)是朝鮮半島高丽王朝期间实行的土地制度。名稱來源為向職官提供了两种类型的土地--田地和柴地（伐木取用燃料之林地），科則指按職官等級授地，職官被赋予征税权而不是土地所有权。

## 历史
田柴科制是在976年以高麗早期的役分田为基础发展起来的，按照官职和性格授予土地。 998年，高丽穆宗在位期间，修改为仅授予前任和现任官員，并且支付的土地面積也有所减少。 1076年，由于土地短缺，土地只提供给现任官員。
但是，除了田柴科还有功蔭田柴存在，即高级官員拥有的田地和柴地可以永久拥有。军人和地方政府官员如果职位世袭，也可以继承田地，政府还为官员的遗属提供了田地。
11世纪，田柴科制由于土地短缺難以維持，導致12世纪贫困且備受歧視的武官起义，進入武臣政權時代。武臣政權時期武臣大肆掠取土地，導致田柴科制完全崩壞，豪族、寺院也通過土地兼併，得到了大量農莊，人民失去土地，又遭剝削導致民變四起。
1391年李成桂引入科田法，宣告田柴科制終結，不過科田法實際上仿效田柴科制，只是重新分配土地，使親李成桂的士大夫階級具有經濟基礎，對抗親高麗的豪族勢力。